# Leslie Andrew Garay
Pour les articles homonymes, voir Garay.
Leslie Andrew Garay, né László András Garay en 1924 en Hongrie, est un botaniste américain d'origine hongroise qui a été directeur et conservateur de l'Oakes Ames Orchid Herbarium de l'université Harvard pendant cinq décennies et qui s'est spécialisé dans l'étude des orchidées. Il a révisé de nombreux genres d'orchidées, a reclassifié nombre d'espèces en différents genres et a défini de nouveaux genres, tels que :
- Chaubardiella, défini en 1969 comprenant quatre espèces issues précédemment des genres Stenia, Kefersteinia, Chondrorhyncha, Chaubardia.
- Amesiella, défini en 1972 pour transférer l'espèce Angraecum philippinensis de son genre antérieur Angraecum, comprenant des espèces africaines.

Parmi les genres qui ont connu des reclassifications de la part de Garay :
- Sobralia 1959
- Elleanthus 1963
- Amesiella 1972
- Acineta 1979
- Palmorchis 1979

## Quelques publications

### Articles
- New & Noteworthy Records for Argentine Orchidology, 1954, Communication de l'Instituto Nacional de Investigación de las Ciencias Naturales (Argentine), Ciencias botánicas 1: 6
- The first Handbook of Orchid Nomenclature
- Synopsis of the genus Oncidium, 1974, éd. Herbarium Bradeanum
- The genus oeceoclades Lindl., 1976, Harvard University, Botanical Museum, Bot. Museum leaflets
- A generic revison of the Spiranthinae, 1982, éd. Bot. Museum leaflets, Harvard University
- Classification of orchid species, 1999, in: Harvard Papers in Botany. 4(1): 311, fig. 7B. Cambridge, Massachusetts

### Livres
- Venezuelan Orchids, Galfrid C.K. Dunsterville & Leslie A. Garay, éd. Andre Deutsch, Londres & Amsterdam, 1959-76, 334 pp.  (ISBN 0233964118)
- Natural & artificial hybrid generic names of orchids, 1887-1965, 1966, Botanical Museum leaflets, Harvard University, 212 pp.
- Flora of the Lesser Antilles: Orchidaceae , 1974, Garay, Los Angeles, HR Sweet, éd. Amer Orchid Soc.  (ISBN 99941-1-617-7)
- Orchids of Southern Ryukyu Islands, 1974, Leslie A. Garay & Herman R. Sweet, éd. Botanical Museum, Harvard University, 180 pp.
- Orchidaceae, Cypripedioideae, Orchidoideae, Neottioideae, vol. 9 de Flora of Ecuador, éd. NFR, 304 pp.
- Orchids Venezuela, Galfrid C.K. Dunsterville & Leslie A. Garay, 3 volumes, 1979, Publ. Oakes Ames Orchid Herbarium of the Botanical Museum of Harvard University. Cambridge, Massachusetts
- Systematics of the genus Stelis SW, 1979, Harvard University, Botanical Museum leaflets, 259 pp.
- Index to the orchid herbarium of Oakes Ames in the Botanical Museum of Harvard University, 1989, éd. Chadwyck-Healey, 204 pp.  (ISBN 0-89887-080-1)

## Hommages
Genres
- (Orchidaceae)  Garayanthus Szlach.[1]
- (Orchidaceae) Garaya Szlach.[2]

Espèces
- (Orchidaceae) Apatostelis garayi Dunst.[3]
- (Orchidaceae) Ascocentrum garayi Christenson[4]
- (Orchidaceae) Brassia garayana M.W.Chase[5]
- (Orchidaceae) Cranichis garayana Dodson & R.Vásquez[6]
- (Orchidaceae) Dendrobium garayanum A.D.Hawkes & A.H.Heller[7]
- (Orchidaceae) Diaphananthe garayana Szlach. & Olszewski[8]
- (Orchidaceae) Epidendrum garayi Lojtnant[9]
- (Orchidaceae) Gongora garayana R.Rice[10]
- (Orchidaceae) Habenaria garayana Szlach. & Olszewski[11]
- (Orchidaceae) Lepanthes garayi T.Hashim.[12]
- (Orchidaceae) Maxillaria garayi D.E.Benn. & Christenson[13]
- (Orchidaceae) Pabstiella garayi (Pabst) Luer[14]
- (Orchidaceae) Schiedeella garayana R.González[15]
- (Orchidaceae) Schlimia garayana H.R.Sweet[16]
- (Orchidaceae) Stelis garayi (Dunst.) Carnevali & I.Ramírez[17]
- (Orchidaceae) Stigmatosema garayanum Szlach.[18]
- (Orchidaceae) Sutrina garayi Senghas[19]